# Bas-relief

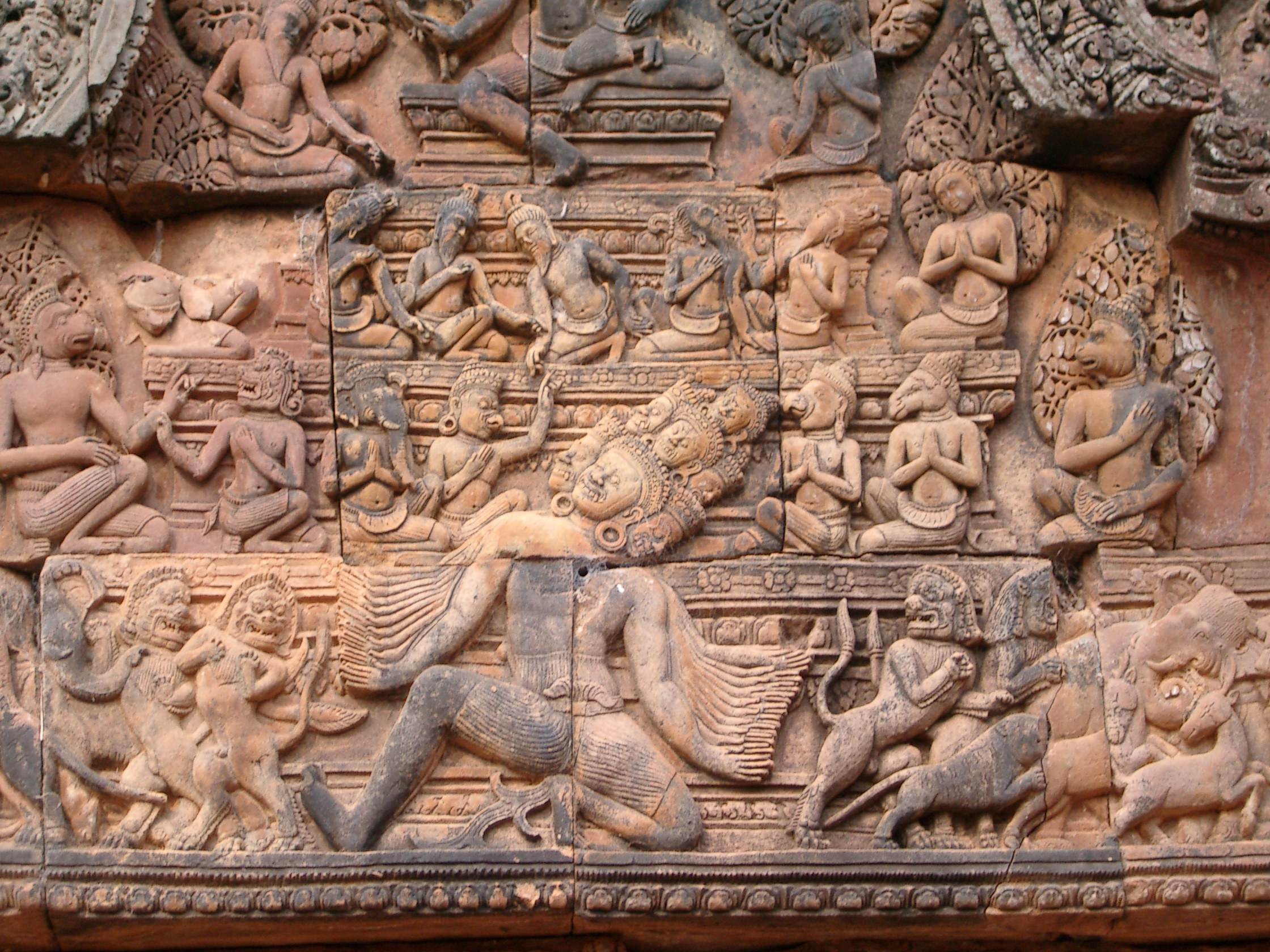
Bas-relief sculpté dans des blocs réappareillés (art khmer).

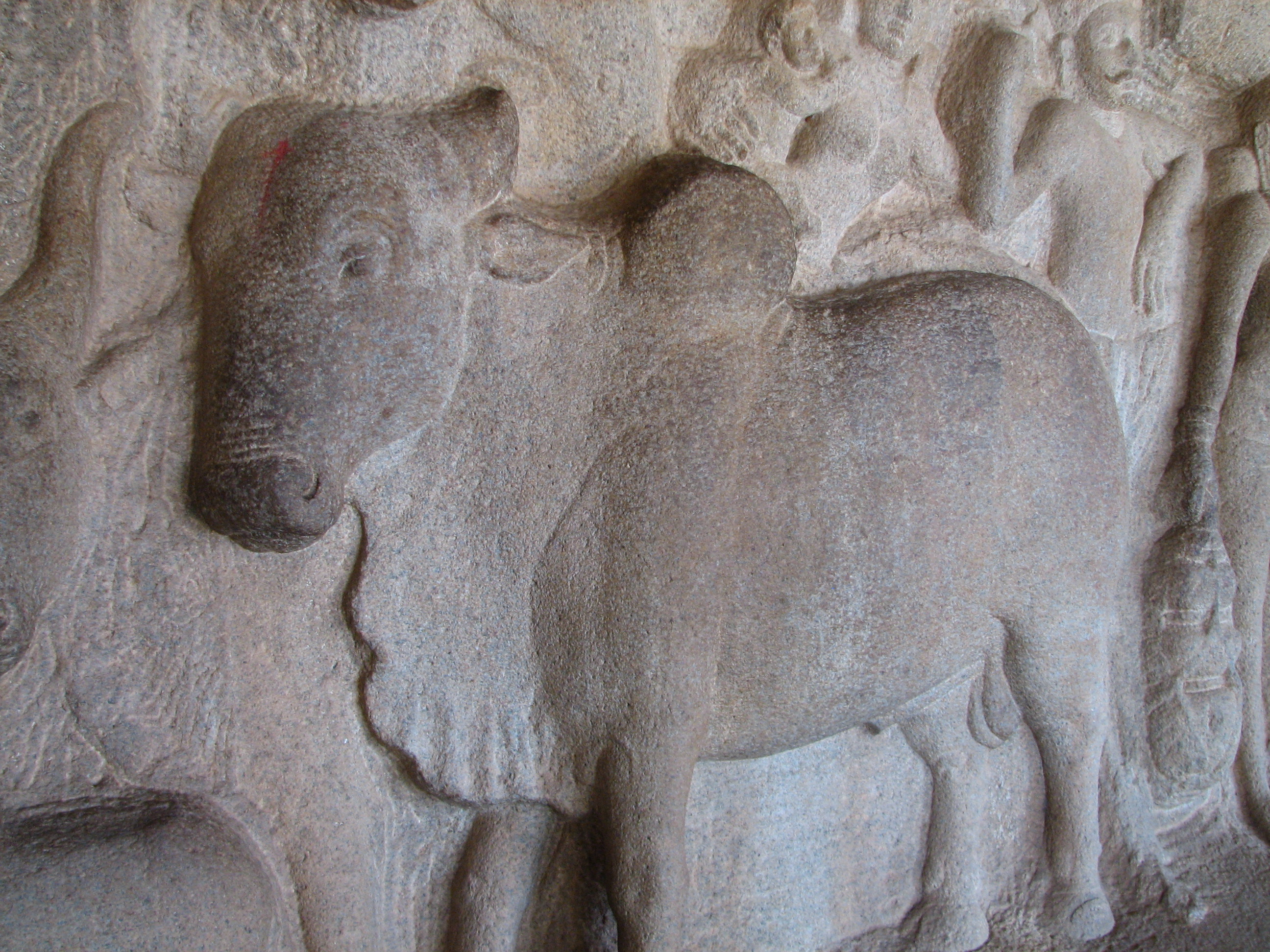
Exemple de bas-relief sculpté dans la roche, représentant une vache sacrée à Mahabalipuram (Inde). Alors que les pattes arrière sont traitées en bas-relief, la patte avant est traitée en « demi-ronde-bosse », ce qui accroît le réalisme de la représentation.

Le bas-relief est un type de sculpture ou de modelage pouvant être peint.
Sa particularité est de ne présenter qu'un faible relief, le sujet représenté ne se détachant que faiblement du fond. Il y reste engagé à mi-corps. Un effet de profondeur peut être créé par une perspective simulée, des tailles décroissantes de personnages ou éléments de décors.
On parle de demi-bosse ou de haut-relief si une partie du relief se détache du fond.
Ils peuvent être isolés et s'inscrire dans des médaillons, des creux, orner des linteaux, poteaux, pilastres, ou tout élément d'architecture, jusqu'à cerner un bâtiment ou une pièce dans une grande frise par exemple.
Les techniques de médaille ou camée utilisent un relief très discret (qui s'apparente plus à la gravure), souvent d'un à quelques dixièmes de millimètres d'épaisseur seulement.
Ce type de sculpture est modulable.[C'est-à-dire ?]

## Utilisation
Les premiers bas-reliefs sont des gravures approfondies sur les roches. On connaît ceux du Roc-aux-Sorciers à Angles-sur-l'Anglin (France) attribués au Magdalénien moyen (environ 14000 ans BP). Des bas-reliefs ont ensuite orné des façades, plafonds, grottes, meubles, coffres ou objets divers. Ils sont décoratifs, abstraits, ou descriptifs (ex-voto, scènes, commémoration, etc.). On les trouve nombreux sur les monuments et lieux de cultes.
Dans l'art religieux européen, le bas-relief est un élément architectural caractéristique de la période romane, mais la frise des Panathénées sculptée par Phidias était un bas-relief déjà très célèbre plus de 2 000 ans avant nos jours. Il a été déplacé du Parthénon d'Athènes dans un musée.

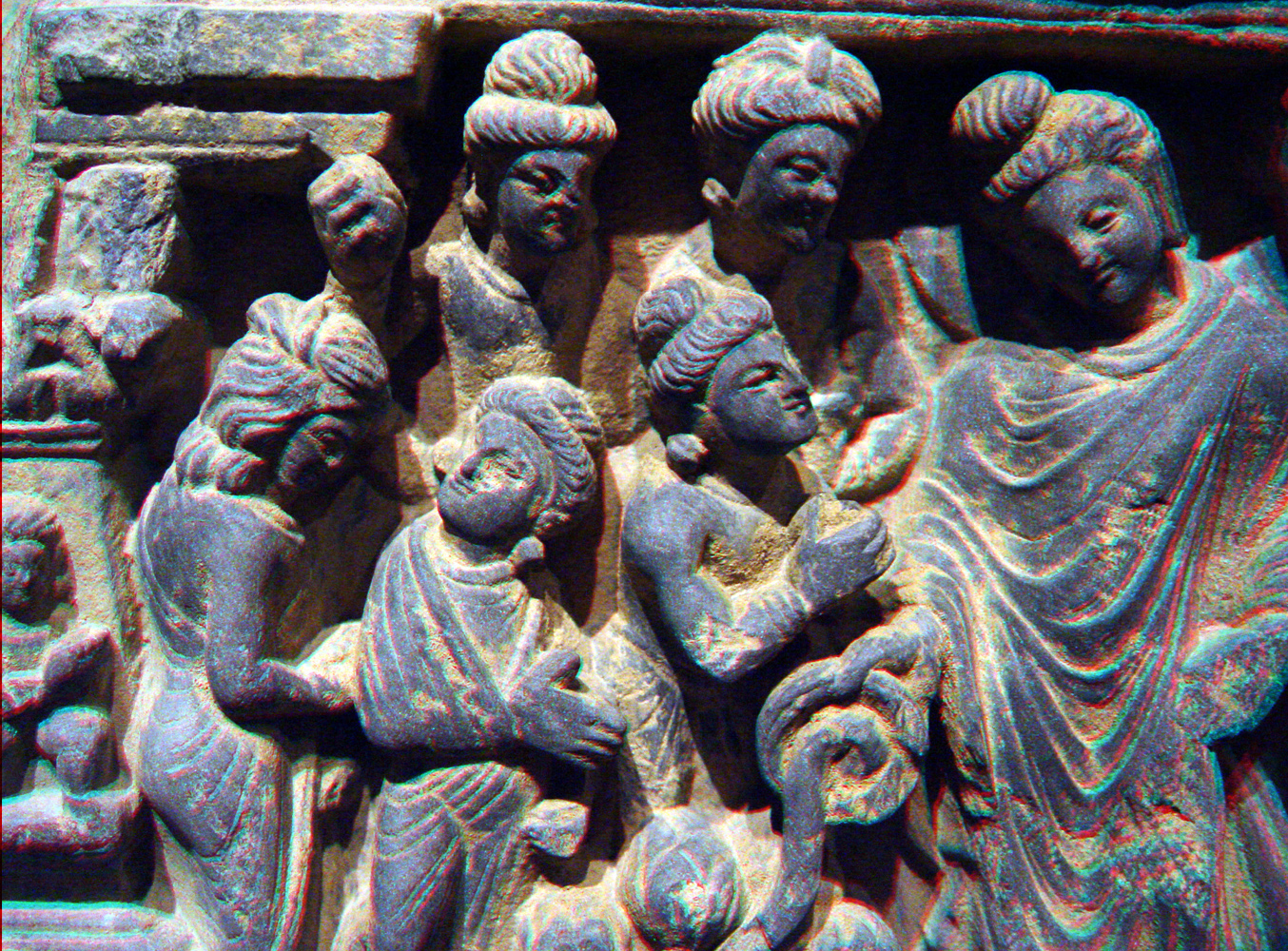
Bas-relief de l'art bouddhique indien, influencé par l'art hellénistique.
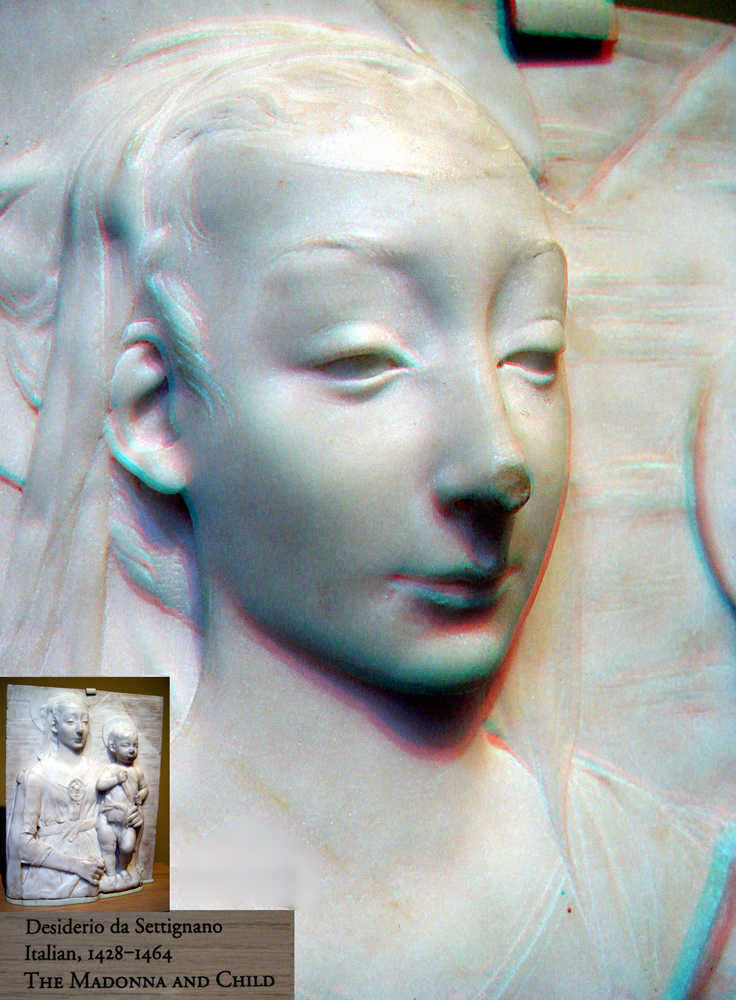
Madone (Italie, XVe siècle).
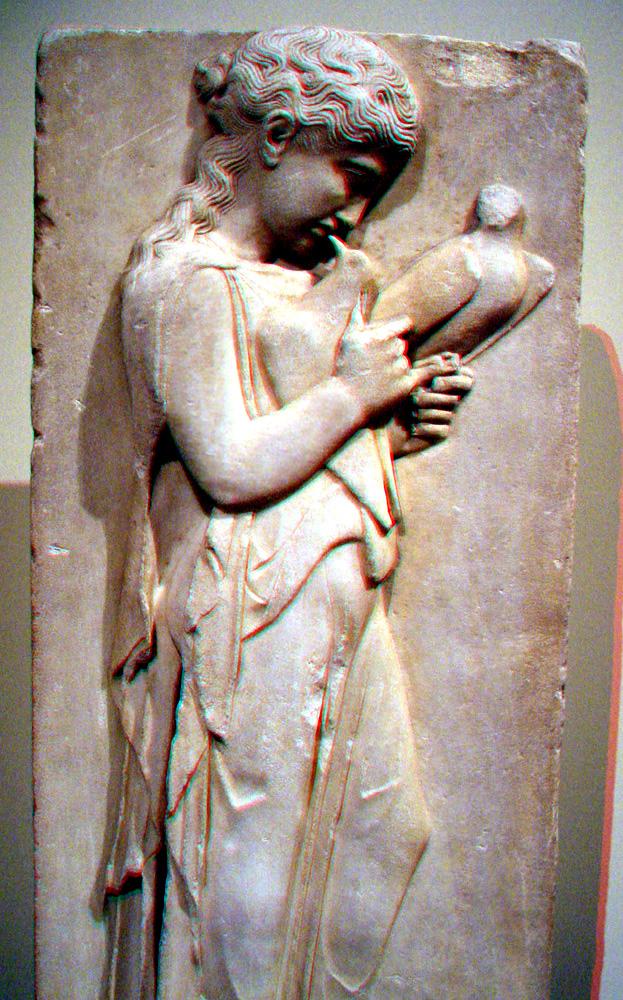
Jeune femme à la colombe (art grec antique).
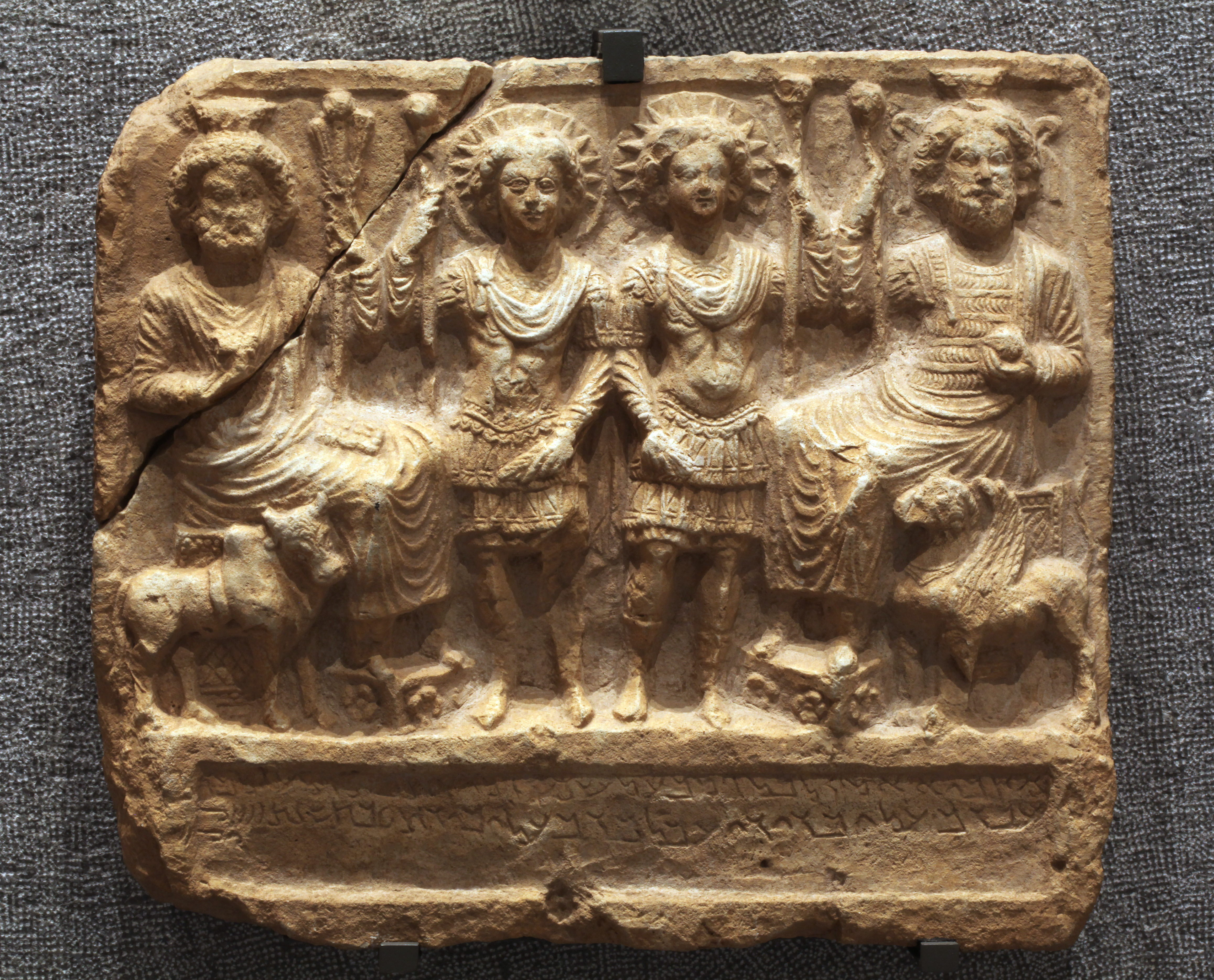
Monument aux dieux Bêl, Ba'alsâmin, Yarhibôl et 'Aglibôl (daté de 121), Palmyre, musée des Beaux-Arts de Lyon.